# 화양중학교
화양중학교(華陽中學校)는 대한민국 전라남도 여수시 화양면 나진리에 있는 공립 중학교이다.

## 학교 연혁
- 1969년 9월 13일 : 화양중학교 설립 인가
- 1970년 3월 1일 : 초대 정홍섭 교장 취임
- 1970년 3월 16일 : 개교
- 1979년 3월 20일 : 24학급 인가
- 2013년 3월 1일 : 학교 증개축 사업을 위해 소라초등학교 남분교장으로 이설
- 2015년 10월 1일 : 화양면 옥천로87 본교로 복귀
- 2016년 1월 6일 : 체육관(비봉관), 기숙사(호학당), 급식실 준공
- 2023년 9월 1일 : 제20대 김태문 교장 부임
- 2024년 2월 29일 : 학교도서관 환경개선 및 진로카페 구축
- 2025년 1월 8일 : 제53회 32명 졸업 (총 졸업생수 8,573명 분교 포함)

## 참고 자료
- 화양중학교 - 한국교육학술정보원 학교알리미